# 野々村宗逸
野々村 宗逸（ののむら そういつ、1931年 - 1994年2月10日）は、日本の建築家・都市計画家で日本住宅公団の職員として公団団地設計に長く携わった人物。

## 経歴
1931年、千葉県船橋市生まれ。戦時中宮城県に疎開。1948年から1949年まで旧制山形高等学校在籍。その後新制の東京大学に進学。1954年、東京大学工学部建築学科卒業。同級に磯崎新、川上秀光、奥平耕造ら、同期に富安秀雄らがいる。卒業後、建設省入省。関東地方建設局営繕部配属。
1955年8月、建設省から日本住宅公団の本所建築部に移籍。
1956年、産業計画会議東京湾部会で「ネオ東京プラン」作成に参加。
1957年、東京支所建築部設計課団地係へ異動。晴海団地高層アパート、赤羽台団地、高根台団地、常盤平団地、多摩平団地、東久留米団地、ひばりが丘団地、鶴川団地の団地設計を担当。この後北習志野団地(習志野台団地)や我孫子などの団地計画に携わる。
1961年、国際協力の一環でイランへ調査旅行。
1962年、水島・五島・真駒内などの地域地区計画に関与。
1963年に首都圏宅地開発本部へ異動、多摩ニュータウン開発に係わることとなる。
同年、日住労宅地支部長（初代）。
1963年から1964年まで、大井町計画（神奈川県足柄上郡大井町、日笠端らと）に協力。1964年から1966年まで、松本市新市街地開発基本計画調査委員。
1965年、南多摩開発事務所、1966年南多摩開発局をへて1967年に同局事業計画課長。1970年に多摩町総合計画審議会委員。1971年事業計画第一課長。
同年、国土計画協会比企丘陵開発計画に関わる。
1972年から本所宅地事業部事業計画第二課長として、筑波、大阪支所、福岡支所担当。
1974年、地域振興整備公団に出向。
1976年、公団筑波研究学園都市開発局事業第一部長就任。1980年、港北開発局長、1988年、公団本社都市開発事業部付（工事第一部長）から常任参与就任。1991年、退職。同年、千葉ニュータウン熱供給株式会社代表取締役、1993年、港北ニュータウン熱供給株式会社および株式会社港北都市開発センター代表取締役。1994年、転倒事故による急性硬膜下血腫のため死去。
料理家丸元淑生に私淑。趣味のひとつに競馬があり、1967年課の親睦会で競馬（スプリングステークス）を行うにあたり事前に勉強会で皆にレクチャーするが万馬券がでたためおけらとなる。

## 著作
- 『ニュータウン開発と法制度 (我が国の大都市圏におけるニュータウン開発<特集>)』「都市計画」 (129)1983年12月号
- 『新都市の基盤整備を推進して (筑波研究学園都市<特集>)』「建設月報 33(7), p54-57, 1980年7月号
- 『マスタープランの変遷とこれからの課題 (構想から実現へ5) (主集 筑波研究学園都市)』「建築雑誌」 95(1165), 1980年5月号
- 『16年の歩みからのノートー筑波研究学園都市の場合(町づくり実例報告)』「都市問題研究」32(1), p129-145, 1980年1月号
- 『ニュータウン開発と農民』(主集 ニュータウン開発の新局面)「建築雑誌」83(997), 408-414, 1968年6月号
- 『大規模住宅地開発の計画上の問題点「新都市」22(2), 2-8, 1968年2月号
- 『建築教育の問題点:都市開発の立場から』 (建築生産の現状から見た建築教育の問題点)「建築雑誌」 82(982), 382-383, 1967年6月号
- 磯崎新＋池辺陽＋大村虔一＋川上秀光＋黒川紀章＋土田旭＋野々村宗逸＋蓑原敬＋渡辺定夫『都市設計の諸問題 : アーバン・デザイン (都市設計特集)』「建築雑誌」 80(959), 735-740, 1965年10月号
- 『埋立地における住宅地のあり方について』「国際建築 25(12) 1958年12月号
- 『公営アパートのプランの変遷』「建築界」 4(11) 1955年11月号
- 『座談会：池辺陽／日笠端／伊藤ていじ／大谷幸夫／野々村宗逸／平良敬一：生活環境としての大都市と住宅』「都市住宅」 SD 1966年11月臨時増刊号
- 『高層アパート建たざるの記』「国際建築」第27巻5号　1960年5月号
- 野々村宗逸・つばたしゅういち『東京湾運河の提案』「国際建築26巻4号」1959年4月号
- 『埋立地に建てる住宅団地について』「国際建築」第25巻12号　1958年12月号